# The Last Temptation
The Last Temptation utkom 1994 och är ett musikalbum av Alice Cooper. Musikvideor gjordes för låtarna "Lost in America" och "It's Me".

## Låtlista
1. "Sideshow" - (Cooper/Smith/Brooks/Norwood/Wexler/Saylor) – 6:39
2. "Nothing's Free" - (Cooper/Wexler/Saylor) – 5:01
3. "Lost in America" - (Cooper/Wexler/Saylor) – 3:54
4. "Bad Place Alone" - (Cooper/Wexler/Saylor) – 5:04
5. "You're My Temptation" - (Cooper/Blades/Shaw) – 5:09
6. "Stolen Prayer" - (Cornell/Cooper) – 5:37
7. "Unholy War" - (Cornell) – 4:10
8. "Lullaby" - (Cooper/Vallance) – 4:28
9. "It's Me" - (Cooper/Blades/Shaw) – 4:39
10. "Cleansed By Fire" - (Cooper/Hudson/Dudas/Saylor) – 6:12